# Metropolia Melbourne
Metropolia Melbourne – metropolia Kościoła rzymskokatolickiego w Australii. Jej granice pokrywają się z granicami stanu Wiktoria. Metropolia została powołana do życia 31 marca 1874. Początkowo liczyła trzy diecezje, należące wcześniej do metropolii Sydney. Od 1887 w jej skład wchodzą cztery diecezje. 

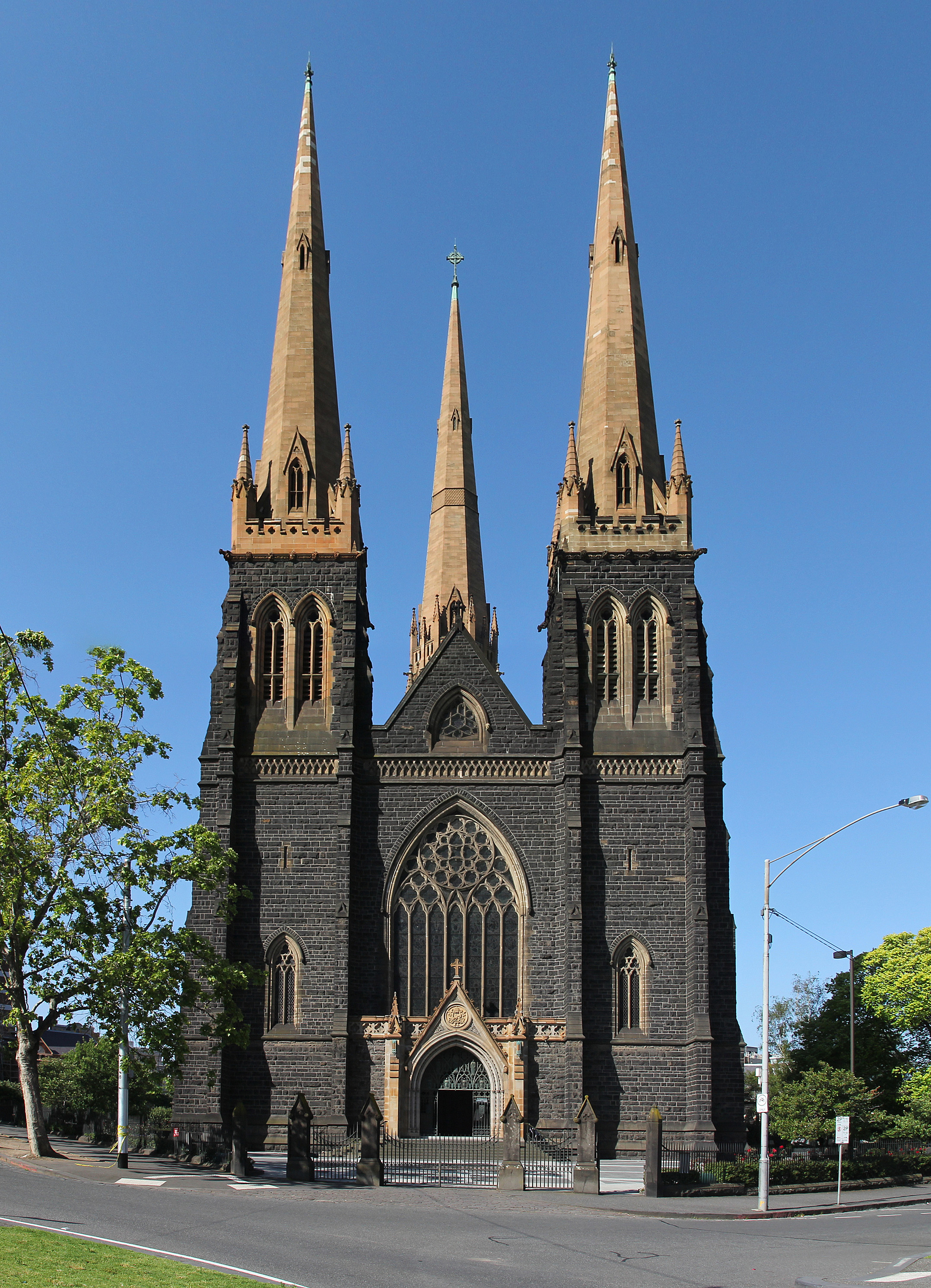
Archikatedra św. Patryka w Melbourne, najważniejsza świątynia metropolii